# Strada statale 120 dell'Etna e delle Madonie
La strada statale 120 dell'Etna e delle Madonie (SS 120) è una strada statale italiana che si trova in Sicilia e muove dalla strada statale 113 Settentrionale Sicula (sette chilometri a nord di Cerda) per giungere a Fiumefreddo di Sicilia: è una delle principali strade della regione e serve un'amplissima area dell'entroterra siciliano, compresa nelle province di Palermo, Enna, Messina e Catania.
È conosciuta anche come strada dei Quattro parchi visto che attraversa, o comunque lambisce, il parco delle Madonie, il parco dei Nebrodi, il parco fluviale dell'Alcantara ed il parco dell'Etna. Un'altra denominazione in uso nel passato era strada Termini - Taormina, richiamando le due principali località vicine ai due capi del percorso.
Sul tratto nella provincia di Palermo si snodava l'itinerario della Targa Florio.

## Descrizione

### Dalla SS 113 a Nicosia
La strada inizia nei pressi della stazione di Cerda, a sette chilometri dal centro abitato di Cerda, collegandosi con la Settentrionale Sicula, attraversa Cerda, incrocia la SP 7, che serve i comuni di Aliminusa, Montemaggiore Belsito e Alia. Proseguendo incontra la strada che porta a Sclafani Bagni e successivamente attraversa per Caltavuturo. Incrociata l'A19 Palermo-Catania mediante la strada statale 120 racc di Tre Monzelli, la strada prosegue lungo il versante meridionale della catena delle Madonie, attraversando gli abitati di Castellana Sicula e Petralia Sottana. Incontra poi la strada che porta a Petralia Soprana, poi la strada statale 290 di Alimena e quindi la strada statale 286 di Castelbuono, passando per Gangi. Superata Gangi, la strada entra nel territorio della provincia di Enna, attraversando il centro abitato di Sperlinga per poi confluire nella strada statale 117 Centrale Sicula, con cui condivide un breve tratto, nei pressi di Nicosia.

#### Tabella percorso
| dell'Etna e delle Madonie tratto SS 113-Nicosia |                                       |       |           |
| Tipo                                            | Indicazione                           | ↓km↓  | Provincia |
|                                                 | Settentrionale Sicula                 | 0,0   | PA        |
|                                                 | Tribune di Floriopoli                 | 0,4   | PA        |
|                                                 | Cerda                                 | 7,8   | PA        |
|                                                 | per Aliminusa. Montemaggiore Belsito  | 9,3   | PA        |
|                                                 | per Sclafani Bagni                    | 23,1  | PA        |
|                                                 | per Scillato                          | 27,9  | PA        |
|                                                 | Caltavuturo                           | 30,3  | PA        |
|                                                 | per Valledolmo                        | 31,8  | PA        |
|                                                 | per Valledolmo                        | 38,6  | PA        |
|                                                 | di Tre Monzelli                       | 42,3  | PA        |
|                                                 | Bivio Donna Legge di Polizzi          | 51,1  | PA        |
|                                                 | Castellana Sicula                     | 53,9  | PA        |
|                                                 | per Piano Battaglia                   | 62,2  | PA        |
|                                                 | Petralia Sottana per Petralia Soprana | 62,5  | PA        |
|                                                 | Madonnuzza di Alimena                 | 66,0  | PA        |
|                                                 | per Petralia Soprana                  | 68,5  | PA        |
|                                                 | Bivio Geraci di Castelbuono           | 73,0  | PA        |
|                                                 | Gangi                                 | 81,0  | PA        |
|                                                 | per San Mauro Castelverde             | 85,5  | PA        |
|                                                 | per Nicosia                           | 97,4  | EN        |
|                                                 | Sperlinga                             | 98,5  | EN        |
|                                                 | di Nicosia                            | 102,7 | EN        |
|                                                 | Bivio Salso Centrale Sicula           | 102,8 | EN        |

### Da Nicosia a Fiumefreddo di Sicilia
Staccatasi dalla strada statale 117 Centrale Sicula immediatamente a est di Nicosia, la strada, attraverso un tortuoso percorso collinare, volge verso Cerami e quindi Troina, da dove si diparte la strada statale 575 di Troina, che scende a valle verso Paternò. Entrata in provincia di Messina, la strada passa da Cesarò, da dove si diparte la strada statale 289 di Cesarò, continuando a lambire il versante meridionale della catena dei Nebrodi. Nel territorio della provincia di Catania, la strada incontra la strada statale 284 Occidentale Etnea e attraversa l'abitato di Randazzo, da dove si diparte la strada statale 116 Randazzo-Capo d'Orlando. A questo punto, passa per le frazioni di Passopisciaro, Solicchiata e Rovittello prima di raggiungere Linguaglossa e Piedimonte Etneo, sulle pendici del versante settentrionale dell'Etna, per finire a Fiumefreddo di Sicilia, dove si ha termine nella strada statale 114 Orientale Sicula.

#### Tabella percorso
| dell'Etna e delle Madonie tratto Nicosia-Fiumefreddo di Sicilia |                                                                      |       |           |
| Tipo                                                            | Indicazione                                                          | ↓km↓  | Provincia |
|                                                                 | Centrale Sicula                                                      | 103,0 | EN        |
|                                                                 | per bivio SS 117                                                     | 109,1 | EN        |
|                                                                 | per Capizzi                                                          | 116,0 | EN        |
|                                                                 | Cerami                                                               | 123,5 | EN        |
|                                                                 | per Lago Ancipa                                                      | 133,0 | EN        |
|                                                                 | per Gagliano Castelferrato                                           | 134,5 | EN        |
|                                                                 | Troina di Troina                                                     | 137,4 | EN        |
|                                                                 | Ponte Borgonovo                                                      | 143,0 | EN/ME     |
|                                                                 | Borgo Giuliano                                                       | 151,1 | ME        |
|                                                                 | di Cesarò                                                            | 156,5 | ME        |
|                                                                 | Ponte di Bolo Fiume Simeto                                           | 168,1 | ME/CT     |
|                                                                 | per Bronte                                                           | 168,4 | CT        |
|                                                                 | per Castello di Maniace                                              | 170,0 | CT        |
|                                                                 | per Maletto                                                          | 173,0 | CT        |
|                                                                 | Murazzorotto                                                         | 182,0 | CT        |
|                                                                 | Bivio Murazzorotto Occidentale Etnea                                 | 182,5 | CT        |
|                                                                 | Randazzo Randazzo-Capo d'Orlando                                     | 185,5 | CT        |
|                                                                 | per Castiglione di Sicilia                                           | 186,5 | CT        |
|                                                                 | Ferrovia Circumetnea                                                 | 187,6 | CT        |
|                                                                 | Montelaguardia                                                       | 189,1 | CT        |
|                                                                 | Passopisciaro III per Mojo Alcantara                                 | 193,3 | CT        |
|                                                                 | Solicchiata                                                          | 196,3 | CT        |
|                                                                 | Rovittello                                                           | 199,2 | CT        |
|                                                                 | I per Castiglione di Sicilia                                         | 200,9 | CT        |
|                                                                 | Catena                                                               | 202,5 | CT        |
|                                                                 | Linguaglossa per Piano Provenzana per Milo, Zafferana Etnea          | 204,5 | CT        |
|                                                                 | Ferrovia Circumetnea                                                 | 207,0 | CT        |
|                                                                 | Ferrovia Circumetnea                                                 | 207,7 | CT        |
|                                                                 | Ferrovia Circumetnea                                                 | 208,6 | CT        |
|                                                                 | Piedimonte Etneo Ferrovia Circumetnea                                | 209,6 | CT        |
|                                                                 | Messina-Catania (Svincolo di Fiumefreddo di Sicilia) per Calatabiano | 213,8 | CT        |
|                                                                 | Ponte Boria                                                          | 214,3 | CT        |
|                                                                 | Ferrovia Messina-Siracusa                                            | 215,1 | CT        |
|                                                                 | Fiumefreddo di Sicilia Orientale Sicula                              | 215,6 | CT        |

## Lavori e progetti
Negli anni 2010 l'ANAS ha realizzato uno studio di fattibilità per l'ammodernamento del tratto tra il bivio Murazzorotto e lo svincolo autostradale di Fiumefreddo di Sicilia, per un'estesa di circa 30 km, in massima parte in variante, in modo da permettere di evitare tutti gli attraversamenti di centri abitati.